# Gårstjärnen (Norra Ny socken, Värmland, 670395-135341)
Gårstjärnen är en sjö i Torsby kommun i Värmland och ingår i Göta älvs huvudavrinningsområde. Sjön har en area på 0,136 kvadratkilometer och ligger 258 meter över havet. Sjön avvattnas av vattendraget Sikvillen (Dammälven).

## Delavrinningsområde
Gårstjärnen ingår i det delavrinningsområde (670507-135402) som SMHI kallar för Ovan Västra Bubäcken. Medelhöjden är 305 meter över havet och ytan är 26,68 kvadratkilometer. Det finns inga avrinningsområden uppströms utan avrinningsområdet är högsta punkten. Sikvillen (Dammälven) som avvattnar avrinningsområdet har biflödesordning 3, vilket innebär att vattnet flödar genom totalt 3 vattendrag innan det når havet efter 401 kilometer. Avrinningsområdet består mestadels av skog (78 procent) och sankmarker (17 procent). Avrinningsområdet har 0,44 kvadratkilometer vattenytor vilket ger det en sjöprocent på 1,3 procent.